# ريتشارد نابليون باتشيلدر
ريتشارد نابليون باتشيلدر (بالإنجليزية: Richard Napoleon Batchelder)‏ هو ضابط أمريكي، ولد في 27 يوليو 1832 في لاكونيا في الولايات المتحدة، وتوفي في 4 يناير 1901 في واشنطن العاصمة في الولايات المتحدة.